# Painho
Painho is een plaats (freguesia) in de Portugese gemeente Cadaval en telt 1 367 inwoners (2001).